# Энтолома ядовитая
Энтолома ядовитая, или розовопластинник ядовитый (лат. Entoloma sinuatum ) — ядовитый вид грибов рода энтолома.

## Названия
Научные синонимы:
- Agaricus sinuatus Bull. ex Pers., 1801 basionym
- Agaricus lividus Bull., 1788
- Entoloma eulividum (Bull.) Noordel., 1985
- Rhodophyllus sinuatus (Bull. ex Pers.) Quél., 1888

Иногда используемый в качестве синонима биномен Entoloma lividum является ошибочным (см. раздел Таксономия).
Русские синонимы: розовопластинник гигантский, розовопластинник желтовато-сизый; энтолома ядовитая, энтолома оловянная, энтолома выемчато-пластинковая.
Видовой эпитет в биномене происходит от латинского sinuatum (извилистый, волнистый), отсылающего к форме шляпки гриба, в то время как родовое название происходит от греческого entos/ἐντός «внутренний» и lóma/λῶμα «край», связанного с подвёрнутым краем шляпки.

## Описание
Самый крупный представитель рода энтолом.
Шляпка 5—17 (до 25) см диаметром, у молодых грибов — от грязновато-белой до серо-охряной, в зрелости — серо-бурая, пепельная, гладкая, в центре иногда мелкоскладчатая, в сырую погоду слегка клейкая, при подсыхании — блестящая. У молодых грибов шляпка полушаровидная или конически-колокольчатая с подвёрнутым краем, долго сохраняющая эту форму, позже бывает плоско-выпуклой или распростёртой с опущенным ровным или волнистым краем и широким притуплённым бугорком в середине, иногда у старых экземпляров — впалой, неправильно-округлой формы.
Мякоть белая, толстая, плотная. При надломе не изменяет цвет. Вкус описывается как невнятный или неприятный; запах мучнистый, либо прогорклый.
Пластинки 8—15 мм шириной, широкие, редкие, слабо приросшие зубцом или выемчатые, слабосерповидные; сначала грязновато-желтые, позже желтовато-розовые, розовые или красноватые, с более тёмными краями.
Ножка 4—15 см высотой и 1—3,5 см толщиной, центральная, обычно изогнутая у основания, цилиндрическая, иногда сжатая, часто утолщённая к основанию, плотная, но книзу снова сужающаяся; у молодых грибов сплошная, в зрелости с губчатым наполнением. Поверхность ножки белая, шелковистая, позже охряно-желтоватая или сероватая, при надавливании — бледно-буроватая; наверху мучнистая, внизу голая.
Споровый порошок розовый. Споры 8—11 х 7—9,5 мкм, шестиугольные, изодиаметрические (округлые) или чуть вытянутые, гладкие, розовато-желтые, с 1—2 каплями масла. Базидия с 4 базидиоспорами. Цистиды отсутствуют. Поверхность шляпки — иксокутис, состоящий из узких, цилиндрических гиф 2-5 мкм толщиной с пряжками. Пигмент очень светлый, внутриклеточный.
Форма, лишённая жёлтой окраски гименофора, редка, но встречается в Австрии, Франции и Нидерландах.

## Экология и распространение
Розовопластинник ядовитый сравнительно редок и необилен. Растёт на почве с конца мая до начала октября в светлых лиственных и смешанных лесах (особенно в дубравах) и парках, образуя микоризу с дубом, буком, грабом, реже — с берёзой или ивой. Предпочитает тяжёлые почвы, глинистые или с большим содержанием извести. Встречается одиночно и малыми группами.
Теплолюбивый вид. На территории России известен на юге Европейской части России, на Северном Кавказе и на юге Сибири.

## Сходные виды
Розовопластинник ядовитый опасен для неопытных грибников своим сходством с рядом съедобных видов.
- Подвишенник, Clitopilus prunulus Scop. ex Fr. P. Kumm. 1871, в основном отличается нисходящими к ножке пластинками, однако окрашен практически так же, как розовопластинник ядовитый.
- Съедобный розовопластинник садовый, Entoloma clypeatum (L.) P. Kumm. 1871) отличается от розовопластинника ядовитого преимущественно гигрофанной шляпкой и местом произрастания — он встречается в садах и на лугах, а не в лиственных лесах.
- Рядовка майская, Calocybe gambosa (Fr.) Donk 1962, имеет узкие, частые пластинки гименофора, обычно приросшие, беловатого или светло-охряного окраса.
- Говорушка дымчатая, Clitocybe nebularis (Batsch) P.Kumm. 1857, отличается узкими, частыми пластинками беловатого или кремового цвета, слабонисходящими по ножке и легко отделяющими от шляпки. Имеет также своеобразный цветочный или гнилостный запах.
- Рядовка голубиная, Tricholoma columbetta (Fr.) P. Kumm. 1871, имеет шелковисто-белую с цветными пятнами шляпку и мякоть, розовеющую на срезе.
- Обыкновенный шампиньон, Agaricus campestris L. 1753, легко отличим от розовопластинника ядовитого благодаря наличию кольца на ножке и более тёмным пластинками.

Из ядовитых грибов большим сходством с розовопластинником ядовитым обладает родственная энтолома продавленная, Entoloma rhodopolium (Fr.) P. Kumm. 1871), которая также ядовита.

## Пищевые качества
Гастро-энтеротропный ядовитый гриб. При употреблении раздражает слизистую оболочку желудочно-кишечного тракта, вызывая т. н. «резиноидный синдром» (боли в животе, рвота, жидкий стул). Симптомы отравления появляются уже через 0,5—2 часа после попадания токсинов в организм и проявляются в виде головной боли и головокружения, к которым позднее присоединяются сильная рвота и понос. Выздоровление обычно происходит в пределах 48—72 часов. При употреблении значительного количества грибов возможен летальный исход.
Лечение отравления неспецифическое и заключается в промывании желудка и назначении солевых слабительных (до развития рвоты и поноса), назначении энтеросорбентов; при развитии выраженного гастроэнтерита — в коррекции водно-электролитных расстройств путём введения кровезамещающих жидкостей и в профилактике вторичной инфекции ЖКТ. Промывание желудка, слабительные и энтеросорбенты назначаются всем членам семьи, принимавшим грибы.

## Таксономия
Вид впервые упоминается в 1788 г. в работе французского натуралиста Пьера Бюйяра как Agaricus lividus. Позднее, в 1801 г. Христиан Персон впервые описывает его как Agaricus sinuatus. Нынешнее биноминальное название Entoloma sinuatum гриб получил в работе германского миколога П.Куммера в 1871 г. Тем не менее, в литературе продолжало широко использоваться название, данное Пьером Бюлльяром, пока не стало ясно, что на иллюстрации Бюлльяра изображён не розовопластинник ядовитый, а плютей олений. С 1955 г. Entoloma sinuatum становится общепринятым научным наименованием гриба; название Entoloma lividum с 2001 г. считается невалидным и не используется в качестве синонима.
Ещё один синоним, Rhodophyllus sinuatus, был введён французским микологом Люсьеном Келе, в 1886 г. объединившим грибы с розовыми приросшими или выемчатыми пластинками гименофора и угловатыми спорами в альтернативный род Rhodophyllus.
Биномен Entoloma eulividum (Bull.) Noordel., 1985 относится к обычной форме (подвиду) Entoloma sinuatum — с пластинками, имеющими желтоватую окраску. Ранее эта форма выделялась в отдельный вид, отличный от Entoloma sinuatum (с пластинками без желтоватой окраски).